# Ruta Estatal de California 107
La Ruta Estatal de California 107, y abreviada SR 107 (en inglés: California State Route 107) es una carretera estatal estadounidense ubicada en el estado de California. La carretera inicia en el Sur desde la SR 1     en Torrance hacia el Norte en la I 405     en Lawndale. La carretera tiene una longitud de 7,7 km (4.801 mi).

## Mantenimiento
Al igual que las autopistas interestatales, y las rutas federales y el resto de carreteras estatales, la Ruta Estatal de California 107 es administrada y mantenida por el Departamento de Transporte de California por sus siglas en inglés Caltrans.

## Cruces
La Ruta Estatal de California 107 es atravesada principalmente por la .